# يعلى بن عبيد الطنافسي
أبو يوسف يعلى بن عبيد بن أبي أمية الطنافسي أحد رواة الحديث النبوي.

## مولده ووفاته
يعلى بن عبيد من موالي إياد، وقال طلق بن غنام النخعي: «ولد يعلى بن عُبيد سنة سبع عشرة ومائة في خلافة هشام بن عبد الملك، وكان ثقةً، كثير الحديث، وتوفّي بالكوفة يوم الأحد لخمس ليالٍ خلون من شوّال سنة تسع ومائتين في خلافة المأمون».

## روايته للحديث
- روى عن: يحيى بن سعيد الأنصاري، وإسماعيل بن أبي خالد، والأعمش، وعبد الملك بن أبي سليمان، وأبي حيان التيمي، وزكريا بن أبي زائدة ، وابن إسحاق، وسفيان الثوري، ومسعر بن كدام، وخلق غيرهم.
- روى عنه: إسحاق بن راهويه، ومحمد بن عبد الله بن نمير، ومحمود بن غيلان، وهارون الحمال، وعلي بن حرب، وعبد بن حميد ، ومحمد بن يحيى الذهلي، وأحمد بن الفرات، إسحاق بن بهلول التنوخي وغيرهم كثير.

## الجرح والتعديل
- أبو حاتم الرازي: «صدوق».
- أبو حاتم بن حبان البستي: «ذكره في الثقات».
- أبو يعلى الخليلي: «ثقة متفق عليه».
- أحمد بن حنبل: «صحيح الحديث، وكان صالحا في نفسه، ثقة».
- ابن حجر العسقلاني: «ثقة إلا في حديثه عن الثوري ففيه لين، وقال مرة: أحد الثقات واحتج به الجماعة».
- الدارقطني: «ثقة».
- الذهبي: «ثقة عابد».
- محمد بن سعد كاتب الواقدي: «ثقة كثير الحديث».
- محمد بن عمار الموصلي:	«ثبت».
- يحيى بن معين: «ثقة، ضعيف في سفيان ثقة في غيره».[2]